# Грем'ячинськ
Грем'я́чинськ рос. Гремячинск — місто в Пермському краї, Росія, адміністративний центр Грем'ячинського міського округу.

## Населення
Населення - 7971 осіб.
За даними перепису населення (2002 р.) серед національностей переважають росіяни (більш 70% населення), татари (близько 16%), українці, удмурти, німці . Середній вік - 37 років. Жінки становлять 51,3% жителів, чоловіки - 48,7%.

## Географія
Місто розташоване на сході Пермського краю по берегах річки Грем'яча, що впадає в річку Вильва, притока річки Усьва, за 176 км на схід від Пермі. За 6 км від міста знаходиться найближча залізнична станція Баска (лінія Чусовська - Солікамськ).

## Історія
Виникнення міста в 1841 році пов'язано з освоєнням Грем'ячинського вугільного родовища. В 1942 році, коли почався видобуток вугілля, шахтні селища на території родовища та пристанційне селище Баска були об'єднані в селище міського типу Грем'ячинськ, в 1949 році селище було перетворене в місто. У ці роки значну частину населення міста і округу складали нещодавно звільнилися ув'язнені ГУЛАГу (Широківський і Кізеловський ВТТ) і «спецпоселенці» (в основному німецькі військовополонені).
Подальше життя міста було пов'язане з видобутком вугілля, Грем'ячинськ розділив долю інших міст занепалого Кізеливського вугільного басейну. У роки війни гостра потреба у вугіллі і використання дешевої праці робили розробку Грем'ячинського родовища рентабельним. З 1960-х років видобуток вугілля в Кізеловському басейні став збитковим і почав скорочуватися. У 1970-х роках для збереження зайнятості в місті був побудований завод «Автоспецобладнання» і ряд інших підприємств, що сповільнило відтік населення з міста. Після закриття останніх шахт в 1990-х Грем'ячинськ перетворився в селище при газокомпресорній станції.